# 夜の騎士道
『夜の騎士道』（よるのきしどう、仏: Les Grandes Manœuvres）は、1955年に公開されたフランスの映画。騎兵隊所属のプレイボーイの恋の行方を描く。監督のルネ・クレールにとって初のカラー作品となった。出演はミシェル・モルガンやジェラール・フィリップなど。

## ストーリー
舞台は第一次世界大戦後のフランス。とある田舎町に駐屯する騎兵隊の中尉でもあるアルマン・ド・ラ・ヴェルヌは、フランス軍きってのプレイボーイ。大演習まで1か月に控えたある日、彼は同僚たちと賭けを行う。
偶然に選ばれた女性とこの一か月で恋人になってみせる――そう高言した翌日、パリから町へやってきて帽子屋を営んでいるマリー・ルイズに相手が決まる。
彼女は町の名士から求婚されており、その事実を知って更に燃え上がったアルマンは、翌日からマリーにアプローチを始める。だが警戒心からか彼女は冷たくアルマンをあしらう。
なかなか進展しない関係にアルマン自身も諦めを抱き始めた頃、とある舞踏会で2人は手をとりワルツを踊ることになり、アルマンはダンスの中で彼女が自分に無関心ではないことに気付く。ダンスが終わり、以前にも増して彼女へ情熱的な言葉を送るアルマン。だが彼女の求婚相手である名士にそのやり取りを目撃されてしまい、スキャンダルを恐れた連隊長の命により、彼は2週間も町から離れることになってしまう。
アルマンが町から去った後、マリーはアルマンの噂を聞き冷静さを取り戻し、名士との結婚を受け入れようと考える。だがその折、アルマンが決闘で重傷を負ったという噂をきっかけに、2人の関係は実を結んでしまう。
最初は賭け事としてマリーに迫っていたアルマンだったが、やがて心から彼女を愛するようになり、同僚のまででも彼女への愛を口にするようになる。幸せの絶頂を迎えていたアルマンと同様、幸福をかみしめていたマリーだったが、酒場でアルマンの「手口」を真似する歌手の姿や、残されていた賭け事の証明書を見つけ、自身へ向けられていた愛情がが偽りであったことを知る。
大演習前日。騎兵隊員たちが英気を高める中、会場の外にマリーが来ているとアルマンは告げられる。はやる気持ちで停められていた馬車に近づくアルマンだが、そこでマリーから愛の終わりが告げられる。

## キャスト
- マリー=ルイーズ: ミシェル・モルガン
- アルマン中尉: ジェラール・フィリップ（吹替：早川保）
- ヴィクトル: ジャン・ドザイ（フランス語版）
- オリヴィエ大佐: ピエール・デュクス（フランス語版）
- ルーシー: ブリジット・バルドー

## スタッフ
- 監督: ルネ・クレール
- 製作: アンドレ・ダヴァン（フランス語版）、ジョルジュ・ルロ
- 脚本: ルネ・クレール
- 撮影：ロベール・ルフェーブル（フランス語版）、ロベール・ジュイヤール（フランス語版）、ダニエル・ディオ（フランス語版）
- 美術: レオン・バルザック（フランス語版）
- 衣装: ロジーヌ・ドラマール（フランス語版）
- 編集: ルイゼット・オートクール（フランス語版）、デニス・ナトー（フランス語版）
- 音楽: ジョルジュ・ヴァン・パリス（フランス語版）

## 製作
ルネ・クレール自身はこの作品について「愛が唯一の関心事である」と述べ、ドン・ファン（女たらしの代名詞）をテーマにした数多い映画の1つであるとしている。また、本作はクレールにとって1914年以前の地方の生活を描写することが目的であり、衣装と軍に関する描写には細心の注意が払われた。
クレールの作品で本作は「ひどい結末」を迎えた最初の映画であり、それまでの彼の作風から逸脱したものとなった。ただし、結末に関して悩んだクレールは「苦々しく悲劇的なもの」と「悲劇的だが繊細で控えめなもの」の2つのパターンを撮影し、それを友人に見せた評価と自身の考えを基に繊細で控えめな結末のほうを採用している。

## 公開と反応
1955年10月17日にモスクワで初上映され、最初のフランス映画週間(Semaine du cinéma français)の一環として行われた。この際にフランスの新聞社から、"この映画はフランス軍が女性を追いかけること以外にすることがないと示唆している"と指摘。クレールはモスクワの記者会見で"人生において愛ほど真剣なものはない"と宣言し、この苦情を煽っている。
フランス初演は1995年10月26日にパリで行われ、出版社や一般の人々から好意的に受け入れられている。 熱意に欠けると感じる批評家もいたが、クレールの長年の支持者の中には、これが彼の最高の映画だと考えたものもいた。 敵対的な反応のひとつは、"ジェラール・フィリップの演技によって、媚びているプレイボーイから共感を呼び起こすような魅力的なキャラクターになっている"というクロード・モーリアックの意見である。
ジャック・ドニオル＝ヴァルクローズによる肯定的なレビューが1995年11月の『France-Observateur』に掲載され、彼は映画全体がオペレッタのように思えると書いている。"私たちは微笑み、笑い、驚き、再び微笑み、そして心が痛むのを感じる。この映画を過小評価するのは間違いだ"と述べている。

## 受賞
- ルイ・デリュック賞（1955年）
- フランス映画批評家協会賞（1955年）